# 1562 en science
| Années de la science : 1559 - 1560 - 1561 - 1562 - 1563 - 1564 - 1565    |
| Décennies de la science : 1530 - 1540 - 1550 - 1560 - 1570 - 1580 - 1590 |

Cet article présente les faits marquants de l'année 1562 en science.

## Publications
- Diego Gutiérrez et Jérôme Cock : Americae sive quartae orbis partis nova et exactissima descriptio, une carte de l'Amérique, à Anvers.

- Humphrey Baker (en) : The Wellspring of Sciences, un manuel d'arithmétique, à Londres.

## Naissances

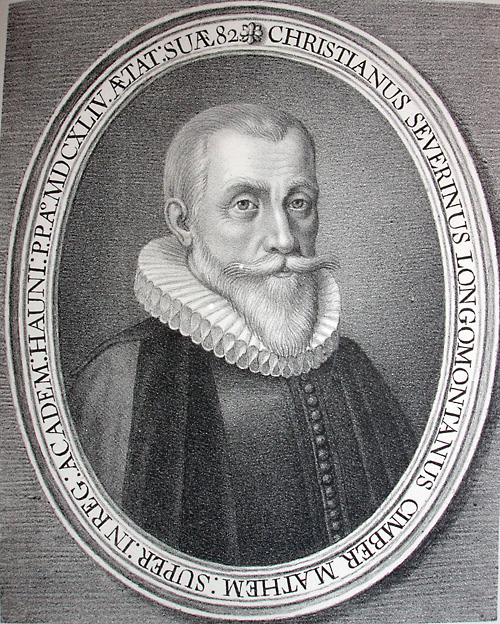
Longomontanus, assistant de Tycho Brahe.

- 4 octobre : Christian Sørensen Longomontanus (mort en 1647), astronome danois.

- Jacques Aleaume (mort en 1627), mathématicien français.

## Décès
- 9 octobre : Gabriel Fallope (né vers 1523), naturaliste, botaniste, anatomiste et chirurgien italien.

- Jean Taisnier (né en 1508), musicien, astrologue et mathématicien belge.